# Jackie Espinosa
Juan Espinosa Johnson (Plattsburgh, Nova York, 10 de juliol de 1965), conegut al principi de la seva carrera com Jackie Johnson i posteriorment com Jackie Espinosa és un exjugador de bàsquet amb doble nacionalitat nord-americana i espanyola. Amb els seus 1.96 metres d'alçada jugava a la posició d'aler.

## Carrera esportiva
Després de jugar en diversos equips d'instituts i universitats dels Estats Units va debutar professionalment al Fórum Filatélico de la lliga ACB la temporada 1991-92. Hi va jugar dues temporades abans de passar per diferents equips de la lliga espanyola: el Coren Ourense, el CB Fuenlabrada (a la lliga EBA) i el Grupo AGB Huesca, abans de fitxar la temporada 1996-97 pel Joventut de Badalona. A Badalona, on hi jugaria dues temporades, guanyaria la Copa del Rei l'any 1997, i en seria subcampió el 1998. Després jugaria al Lobos Caja Cantabria la temporada 98-99, començaria la temporada següent al Near East Atenas de la lliga grega, on estaria fins al mes de febrer del 2000, passant a jugar al Cabitel Gijón fins al final de la temporada que havia iniciat a Grècia, i finalment al Caja Rural Melilla, on es retiraria la temporada 2000-01.